# Mill Loch
Mill Loch är en sjö i Storbritannien.   Den ligger i riksdelen Skottland, i den centrala delen av landet, 500 km nordväst om huvudstaden London. Mill Loch ligger 58 meter över havet.  Trakten runt Mill Loch består i huvudsak av gräsmarker.